# Lobaegis opiniosa
Lobaegis opiniosa är en stekelart som först beskrevs av Cameron 1885.  Lobaegis opiniosa ingår i släktet Lobaegis och familjen brokparasitsteklar. Inga underarter finns listade i Catalogue of Life.